# Palatul Principilor din Alba Iulia

Palatul Principilor (2011), cu statuia lui Mihai Viteazul în prim plan

Palatul Principilor din Alba Iulia este situat în vecinătatea Catedralei Romano-Catolice. A fost construit în secolul al XV-lea, având rolul de reședință a principilor Transilvaniei, fiind modificat și extins în secolele al XVI-lea–al XVII-lea. Inițial, clădirea a avut drept destinație de reședință pentru capitulul episcopal, adică locul unde se redactau și se autentificau acte. Din secolul al XVI-lea, a fost reședință princiară, iar pentru o perioadă de 11 luni, în anii 1599 și 1600, edificiul a servit ca reședință a voievodului Mihai Viteazul. 
Clădirea a fost grav avariată de turci și tătari, în timpul marilor invazii din 1658 și 1662. În urma cuceririi Transilvaniei de către Imperiul Habsburgic, palatul a fost transformat în cazarmă, rămânând cu acest statut timp de trei secole. Din secolul al XVII-lea, a găzduit garnizoana austriacă cu arsenalul și cazarma de artilerie, iar în decembrie 1918 a fost atribuit Comenduirii Regimentului 21 Infanterie. 
În cronicile străine ale vremii, Palatul Princiar a fost descris ca un edificiu foarte luxos, împodobit cu fresce și scări de marmură. Clădirile sunt grupate în jurul a două curți de formă pătrată. Edificiul este unul reprezentativ pentru spațiul transilvan și din punct de vedere arhitectonic, regăsindu-se stilurile gotic, renascentist și baroc, fiind trecută pe lista monumentelor istorice din județul Alba cu codul  AB-II-m-A-00133. 

## Intenții de renovare

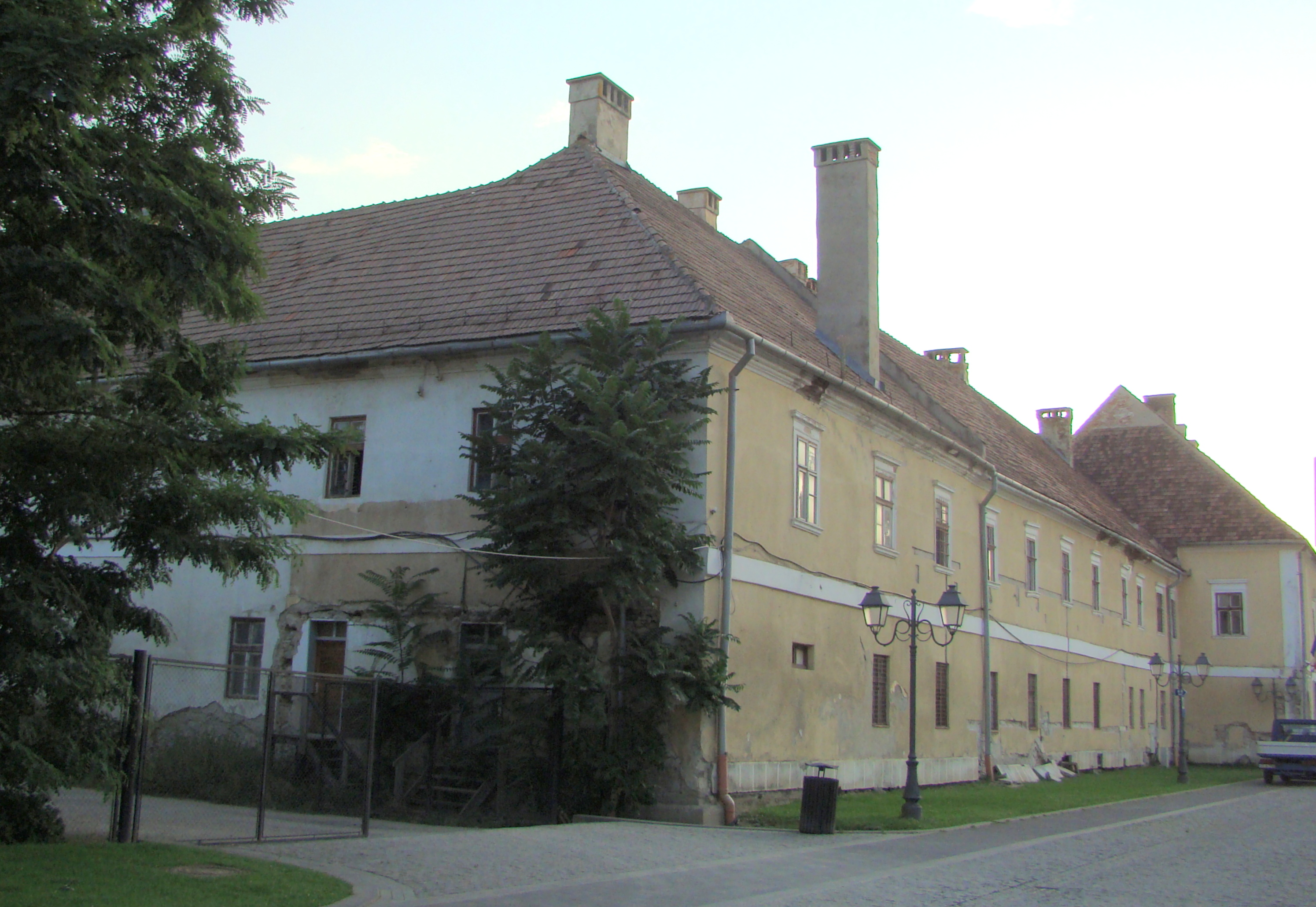
Palatul Principilor din Alba Iulia (august 2017)

Deoarece în prezent clădirea se află într-o stare de degradare accentuată, fiind singurul monument nerestaurat de categoria A din Cetatea bastionară Alba Carolina, în intervalul decembrie 2014-februarie 2015, la Palatul princiar din Alba Iulia s-au desfășurat o serie de cercetări în urma cărora au rezultat primele studii de arheologie, istorie și istoria artei, de parament, geotehnică și geofizică, de biologie, dar și constatări și propuneri legate de starea de conservare, de intervențiile urgente care se impun, de cercetarea și refuncționalizarea imobilului.
S-a constatat că pe latura sudică a clădirii, sub tencuieli groase, se regăsesc cu blocuri imense de piatră, preluate din Castrul roman Apulum și din cetatea medievală care l-a moștenit, iar restul perimetrului este plin de urmele unor construcții romane, medievale și premoderne. Ultimele au aparținut unor instituții majore ale Transilvaniei, precum Episcopia Catolică, Capitlul de la Alba Iulia și Principatul, altele, unor case de clerici sau demnitari laici. Prin decopertarea pereților s-au găsit fragmentele scăpate întâmplător de la distrugere ale unor decorații vechi: tencuieli decorative medievale și renascentiste, picturi baroce sau rococo, diverse ancadramente sculptate în piatră, de factură romană, romanică, gotică, renascentistă, incluzând blazonul episcopului Francisc Várdai (1514-1524), precum și tencuieli de factură barocă.